# Wie schön war die Stadt Ninive
Wie schön war die Stadt Ninive. Biblische Balladen zum Vorlesen lautet der Titel einer Sammlung von fünf Balladen bzw. Verserzählungen nach Geschichten aus dem Alten Testament, verfasst von dem evangelischen Theologen und Dichter Klaus-Peter Hertzsch.

## Inhalt

### Die Geschichte von Bileam und seiner gottesfürchtigen Eselin
Num 22–24 : Beim Auszug der Israeliten aus Ägypten rasten sie im Land der Moabiter. Der Moabiterkönig Balak bittet den Seher Bileam, das fremde Volk zu verfluchen. Trotz einer Warnung, die er von Gott im Traum erhält, macht Bileam sich auf seiner Eselin auf den Weg zu Balak. Ein Engel stellt sich ihnen in den Weg, den jedoch zunächst nur die Eselin bemerkt. Sie spricht mit menschlicher Stimme zu Bileam, dann wird er durch den Engel dazu bewegt, sich nicht von Balak kaufen zu lassen, sondern dem göttlichen Wort zu folgen. Er reist zu Balak weiter, doch statt des erwarteten Fluches segnet er das von Gott erwählte Volk.

### Die Geschichte von Elia und dem bösen König Ahab
1 Kön 16–18 : Das Land Israel leidet unter einer Dürre, doch der König Ahab und die Königin Isebel in der Hauptstadt Samaria ignorieren die Nöte des Volkes und beten Götzen an. Der Prophet Elia wird wegen seiner Ankündigung, es werde tausend Tage nicht regnen, von Ahab verfolgt und für den ausbleibenden Regen verantwortlich gemacht. Er muss das Land verlassen und trifft auf eine Witwe, die für sich und ihren Sohn ein letztes Brot backen will. Sie teilen das Brot mit Elia, und durch ein göttliches Wunder gehen ihnen das Mehl und das Öl nie aus, und sie müssen nicht verhungern. Inzwischen reist Ahab auf der Suche nach Wasser durchs Land und trifft wieder auf Elia, der ihn und seinen Götzendienst verantwortlich macht. Elia kehrt ins Land zurück, bestraft die Götzendiener, und von einem hohen Berg aus sieht er eine Wolke herannahen, die den sehnlich erwarteten Regen bringt.

### Die Geschichte von Micha Ben Jimla und den zwei verschwägerten Königen
1 Kön 22 : König Josaphat regiert gütig und weise das Land Juda. Doch dann besucht er König Ahab in Samaria, mit dem er durch die Heirat ihrer beiden Kinder verschwägert ist. Ahab überredet Josaphat, sich an einem Kriegszug zur Eroberung der Stadt Ramoth im Land Gilead zu beteiligen. Zuvor sollen jedoch die Propheten befragt werden: Alle stimmen Ahabs Entscheidung zu und glauben an einen Sieg, nur Micha Ben Jimla warnt vor einer Niederlage – die dann auch eintritt. Ahab stirbt in der Schlacht, während Josaphat geläutert nach Juda zurückkehrt und in Frieden sein Land regiert.

### Die Geschichte von Jona und der schönen Stadt Ninive
Jona  : Die Stadt Ninive ist schön und wohlhabend, doch ihre Bewohner führen kein gottgefälliges Leben. Gott schickt Jona als Propheten nach Ninive, der die Bewohner vor einem drohenden Untergang der Stadt warnen soll. Doch Jona flieht ans Meer und lässt sich von einem Schiff mitnehmen. In einem Sturm wird er von den Seeleuten, als angeblich Schuldiger an dem Sturm, über Bord geworfen. Er wird von einem Wal verschluckt, der ihn drei Tage später an der Küste lebend wieder ausspuckt. Nun führt Jona seinen Auftrag aus und droht den Bewohnern von Ninive, ihre Stadt werde in vierzig Tagen untergehen. Sie bereuen und ändern ihren Lebenswandel, weshalb Gott die Stadt verschont. Jona ist enttäuscht über Gottes Gnade. Doch Gott schenkt Jona über Nacht einen Baum, den er in der nächsten Nacht wieder verdorren lässt. Jona trauert um den Verlust und versteht so die Entscheidung Gottes, der über das Verderben von Ninive dieselbe Trauer empfunden hätte.

### Die Geschichte von Daniel und den Löwen in der Grube
Dan 6 : Im babylonischen Exil steigt Daniel am Hof des Königs Darius zu einem seiner obersten Beamten auf. Seine Konkurrenten wollen ihn loswerden und überreden Darius, ein Gesetz zu erlassen, durch das er selbst zum Gott erhoben und die Anbetung anderer Götter verboten wird. Daniel verrichtet jedoch weiterhin dreimal täglich seine Gebete zu Gott und wird zur Strafe im Garten von Darius’ Palast in eine Grube mit Löwen gesperrt. Er betet weiter, und als er am nächsten Morgen immer noch unversehrt ist, nimmt Darius das Gesetz zurück und befreit ihn. Er erkennt an, dass Daniels Gott der einzige wahre ist.

## Stil
Die Geschichten sind in zweiversige Strophen unterteilt, die aus vierhebigen, paargereimten Jamben bestehen. Sie werden in einem einfachen, auch Kindern zugänglichen Stil erzählt. Gewaltszenen, z. B. Tieropfer oder die Tötung der Götzendiener durch Elia, werden ausgelassen oder nur angedeutet. Der Autor versucht, die Atmosphäre der beschriebenen Situation zu veranschaulichen und zugleich die biblische Handlung an passenden Stellen mit Humor anzureichern. So heißt es beispielsweise zum Auszug aus Ägypten:
Jedoch so ging’s nun tagelang

von früh bis Sonnenuntergang,

durch Sand und Wüste viele Wochen.

Fern war das Land, das Gott versprochen.

Sie hatten Durst. Die Mägen knurrten.

Die Leute klagten oder murrten.

Nachts träumten sie von Lauch und Zwiebel –

so steht das heut noch in der Bibel.

Verschiedne kriegten Seitenstechen

oder noch schlimmere Gebrechen;

denn viele waren alt und kränklich.

Nein, ihre Lage war bedenklich.

## Entstehung und Veröffentlichung
Im Nachwort berichtet der Autor, er habe zuerst die Geschichte von Elia und Ahab geschrieben, um sie seinen fünf Patenkindern zu Weihnachten zu schenken. Als er feststellte, dass die Geschichte auch Erwachsenen zusagt, suchte er weitere Geschichten, „die schon in der Bibel sehr lebendig, mit bunten Einzelheiten aufgeschrieben sind, mit Erzählfreudigkeit und Fabulierlust.“ Sein Ziel sei es gewesen, seine Leser ebenso zu unterhalten und innerlich anzurühren, wie es die Originalgeschichten bei deren zeitgenössischen Zuhörern getan haben mögen.
Der Band erschien 1967 im Ostberliner Union Verlag, die westdeutsche Lizenzausgabe folgte zwei Jahre später im Radius Verlag Stuttgart unter dem Titel Der ganze Fisch war voll Gesang. Die Illustrationen schuf Henry Büttner.
Die Geschichte von Daniel und den Löwen in der Grube wurde von dem Komponisten und Kirchenmusiker Wolfgang Elger als Kantate für Kinder vertont.